# 6542 Jacquescousteau
6542 Jacquescousteau este o planetă minoră (asteroid), cu un diametru de 8,907 km, din centura de asteroizi. A fost descoperită pe 15 februarie 1985 la Observatorul Kleť de Antonín Mrkos și a fost numită după Jacques-Yves Cousteau. 
Obiectul prezintă o orbită caracterizată de o semiaxă mare de 2,3029668 UAi, o excentricitate de 0,12, o înclinație de 3,73617 ° în raport cu ecliptica.